# Pojav GMR
Pojav GMR (angleško giant magnetoresistance) je velikanska magnetna upornost. Je kvantnomehanski pojav. Pojavlja se v izmenični magnetnih in nemagnetnih tankih slojih debeline nekaj nanometrov. Zaradi pojava GMR je električna upornost snovi odvisna od smeri magnetenja. Pri magnetenju v nasprotno smer je upornost mnogo večja kot pri magnetenju v isto smer. V ozadju pojava je kvantna mehanika. 
Pojav GMR se lahko uporablja v magnetnih pomnilnikih. Bralne glave, ki izrabljajo ta pojav, so mnogo bolj občutljive in omogočajo večjo gostoto zapisa podatkov.
Pojav sta hkrati, a ločeno odkrila Albert Fert in Peter Grünberg leta 1988. Za odkritje sta leta 2007 prejela Nobelovo nagrado za fiziko.